# 츠베텔리나 야네바
츠베텔리나 야네바(불가리아어: Цветелина Янева, 1989년 10월 5일 ~ )는 불가리아의 가수이다.